# Condado de Juab
O Condado de Juab é um dos 29 condados do Estado americano do Utah. A sede do condado é Nephi, que é também a sua maior cidade. O condado tem uma área de 8822 km², uma população de 8238 habitantes, e uma densidade populacional de 1 hab/km² (segundo o censo nacional de 2000). O condado foi fundado em 1852.